# Magdeburger Allee

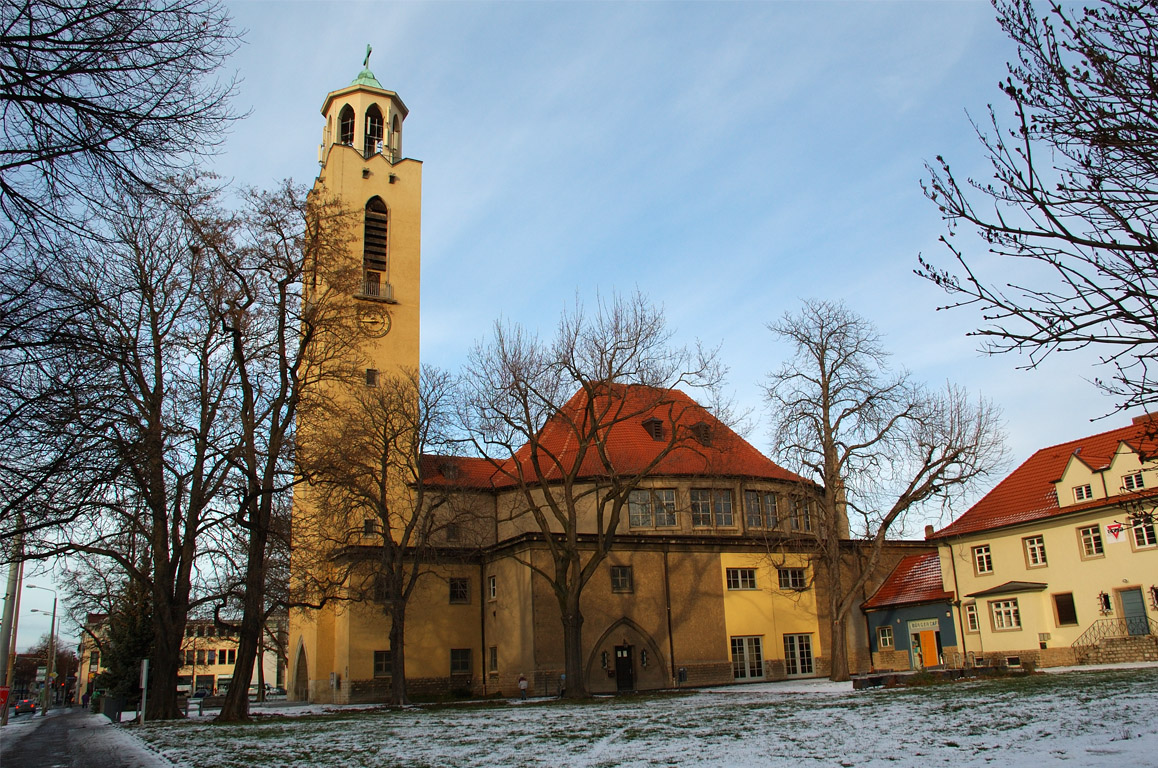
Magdeburger Allee 38: die 1926–27 erbaute Lutherkirche mit Gemeindehaus

Die Magdeburger Allee ist eine Hauptstraße im Norden der thüringischen Landeshauptstadt Erfurt. Sie beginnt am Talknoten und führt über 2500 Meter nordwärts zum Henry-Pels-Platz durch die Stadtteile Johannesvorstadt, Andreasvorstadt und Ilversgehofen.

## Lage im Stadtraum
Beginn der Magdeburger Allee ist der Talknoten, eine Kreuzung, von der die Johannesstraße stadteinwärts und die Magdeburger Allee stadtauswärts führen. Zusätzlich kreuzt hier der Stadtring. Im Bereich des Talknotens lag früher das äußere Johannestor, dass die Altstadt hier von der Johannesvorstadt abgrenzte. Die etwa 35 Meter breite Magdeburger Allee führt nach Norden, vorbei am Verwaltungskomplex der Stadtwerke, einem Betriebshof der Straßenbahn Erfurt und der Lutherkirche zur Kreuzung mit der Eislebener Straße und dem Papiermühlenweg. Auf diesem ersten Abschnitt ist sie Grenze zwischen der Andreasvorstadt im Westen und der Johannesvorstadt im Osten. Nördlich der Kreuzung gehören beide Straßenseiten zu Ilversgehofen. Das Gebiet hinter der östlichen Häuserzeile der Magdeburger Allee war auf dem nächsten Abschnitt bis zum Ilversgehofener Platz bis in die 1960er-Jahre unbebaut und diente als Militärgelände. Damals entstand dort das erste Plattenbaugebiet Erfurts, der Johannesplatz mit fünf Wohnhochhäusern und zahlreichen niedrigeren Plattenbauten.
Der Ilversgehofener Platz liegt als Grünfläche direkt an der Magdeburger Allee. Er ist das Zentrum des Stadtteils Ilversgehofen, wenngleich die alte Dorfkirche weiter westlich in der Nikolausstraße steht. Am Ilversgehofener Platz zweigen von der Magdeburger Allee die Mittelhäuser Straße nach Mittelhausen im Nordwesten und die Salinenstraße zur Salinensiedlung nach Nordosten ab. Die Magdeburger Allee verlässt den Ilversgehofener Platz in nördlicher Richtung als für den Verkehr gesperrte Straße, auf der nur Straßenbahnen fahren. Grund ist die 1992 errichtete Brücke der Straßenbahntrasse über die ebenerdig verlaufende Bahnstrecke Nordhausen–Erfurt, deren Fundamente auf der Magdeburger Allee stehen. Nördlich der Bahntrasse führt sie weiter zum Henry-Pels-Platz, an dem sie sich mit der ebenfalls von Süden kommenden Hugo-John-Straße vereinigt, um sich anschließend auf die Stotternheimer Straße und die Schwerborner Straße zu verzweigen. Am Henry-Pels-Platz liegt eine Straßenbahn-Wendeschleife mit P+R-Parkanlagen.

## Geschichte

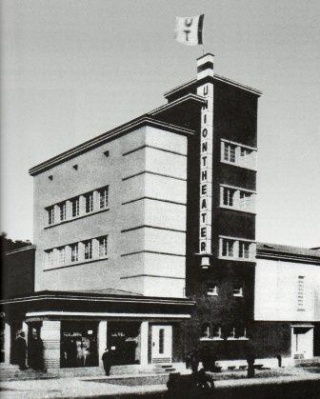
Das 1928 eröffnete und 1998 abgebrochene ehem. Unionkino am Ilversgehofener Platz, Magdeburger Allee 144

Der Straßenzug der Magdeburger Allee entstand im Wesentlichen in der Zeit zwischen der Entfestigung Erfurts 1873 und dem Ersten Weltkrieg. Da sie im industriell geprägten Norden Erfurts liegt, war sie eine traditionelle Arbeiterwohngegend. Bereits seit der Gründung der Erfurter Straßenbahn 1883 verkehren Straßenbahnen auf der Magdeburger Allee.
Bei der Namensgeschichte muss zwischen dem Erfurter Teil und dem Ilversgehofener Teil unterschieden werden. Der Erfurter Teil bestand als Fortsetzung der Johannesstraße und erhielt 1884 den Namen Magdeburger Straße (nach der damaligen Provinzhauptstadt Magdeburg). Der Ilversgehofener Teil hieß zunächst einfach nur Hauptstraße. Nachdem die Gemeinde 1911 Stadtteil Erfurts wurde, benannte man die Hauptstraße 1912 in Poststraße um. 1933 wurden die Teile zusammengelegt und nach Horst Wessel in Horst-Wessel-Straße umbenannt. 1945 wurde sie zunächst in Straße der Guten Hoffnung und wenig später in Weißenseer Allee (nach Weißensee) umbenannt. Nach der Gründung der DDR entschied man sich 1950 für den Namen Stalinallee, aus dem 1961 Karl-Marx-Allee und 1990 schließlich in Anknüpfung an den alten Namen Magdeburger Allee wurde. Dies ist der achte Name der Straße.
Seit den 20er Jahren entwickelte sich die Magdeburger Allee als wirtschaftliches und kulturelles Zentrum des Erfurter Nordens. 1921 wurde die Luthergemeinde gegründet, die mit der 1926 fertiggestellten Lutherkirche an der Magdeburger Allee 34 ein eigenes Kirchengebäude bekam. 1922 wurde das Hofgebäude des Hauses Magdeburger Allee 136 als Gewerkschaftshaus für den Fabrikarbeiterverband umgebaut. 1928 erfolgte der Bau des Unionskinos am Ilversgehofender Platz, Magdeburger Allee 144–146, Ecke Stollbergstraße. Seit 1992 veranstaltet die Interessengemeinschaft der ansässigen Gewerbetreibenden Das Beste im Norden e. V. alljährlich im Juni das Magdeburger-Allee-Fest.

## Bedeutung

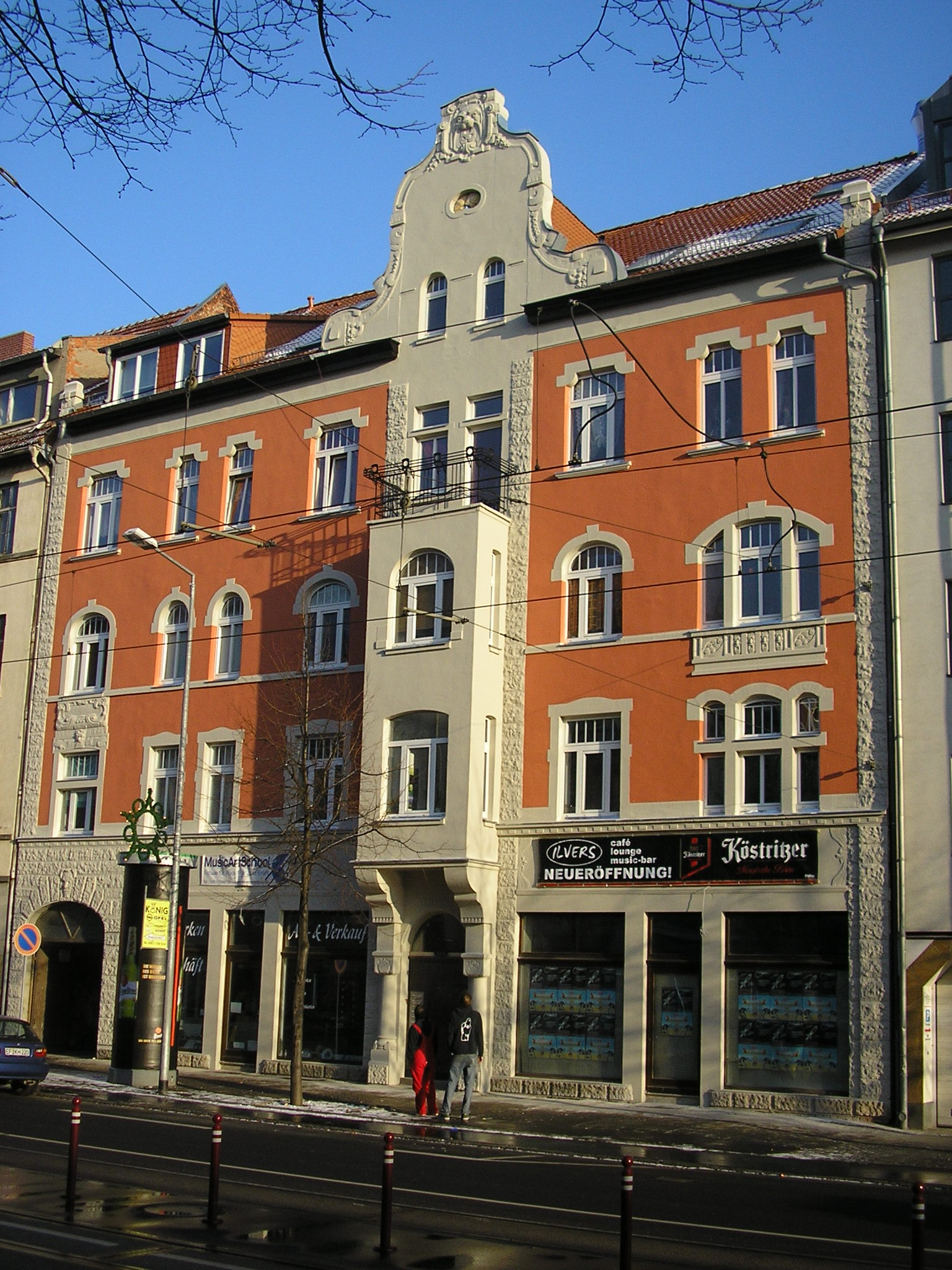
Die Magdeburger Allee 136: ehem. Gewerkschaftshaus, seit 2008 Standort u. a. des ILVERS-Café und der MusicArtSchool

Die Magdeburger Allee diente einst dem gesamten Verkehr von Erfurt nach Norden, insbesondere nach Stotternheim und Sömmerda sowie weiter Richtung Sangerhausen–Magdeburg, aber auch nach Mittelhausen und Schwerborn. Heute führt nur noch der Verkehr nach Mittelhausen über die Straße, der Verkehr Richtung Sömmerda wird östlich über die Eugen-Richter-Straße geführt. Für den ÖPNV ist die Straße ebenfalls bedeutsam. So verlaufen die Stadtbahnlinien 1 und 5 über die Magdeburger Allee, auf der sich die Haltestellen Lutherkirche, Wendenstraße, Ilversgehofener Platz, Salinenstraße und Grubenstraße befinden. Auch der Bahnhof Erfurt Nord mit Bahnverbindungen nach Nordhausen und Bad Langensalza/Kassel liegt direkt an der Magdeburger Allee.
Gelegentlich wird die Magdeburger Allee als „längste Einkaufsstraße Thüringens“ bezeichnet, was damit zusammenhängt, dass sich in den meisten Häusern kleine Läden befinden. Neben wohnortnaher Grundversorgung wie Bäckern, Fleischern und Frisören sind insbesondere Gebrauchtwarenläden häufig anzutreffen. In den letzten Jahren entwickelt sich an der Magdeburger Allee zudem allmählich kulturelles Leben. Hierzu tragen der Hauptstraßencharakter der begrünten Allee, die Kulturangebote der evangelischen Lutherkirche, der Szenekneipe ILVERS Café und der nahegelegenen Heiligenmühle sowie die in der Straße liegenden Kultur-, Bildungs- und Sozialeinrichtungen, die gute Erreichbarkeit mit dem ÖPNV und die günstigen Mieten bei.